# Gotegemmolen
De Gotegemmolen is een watermolen aan de Gotegemberg op de Molenbeek-Ter Erpenbeek in Mere, een dorp in de Belgische provincie Oost-Vlaanderen.

## Geschiedenis
De molen werd opgetrokken voor 1387. De molen is altijd een korenmolen geweest en is dat tot op de dag van vandaag nog. In 1993 werd de molen beschermd als monument en de omgeving als dorpsgezicht.

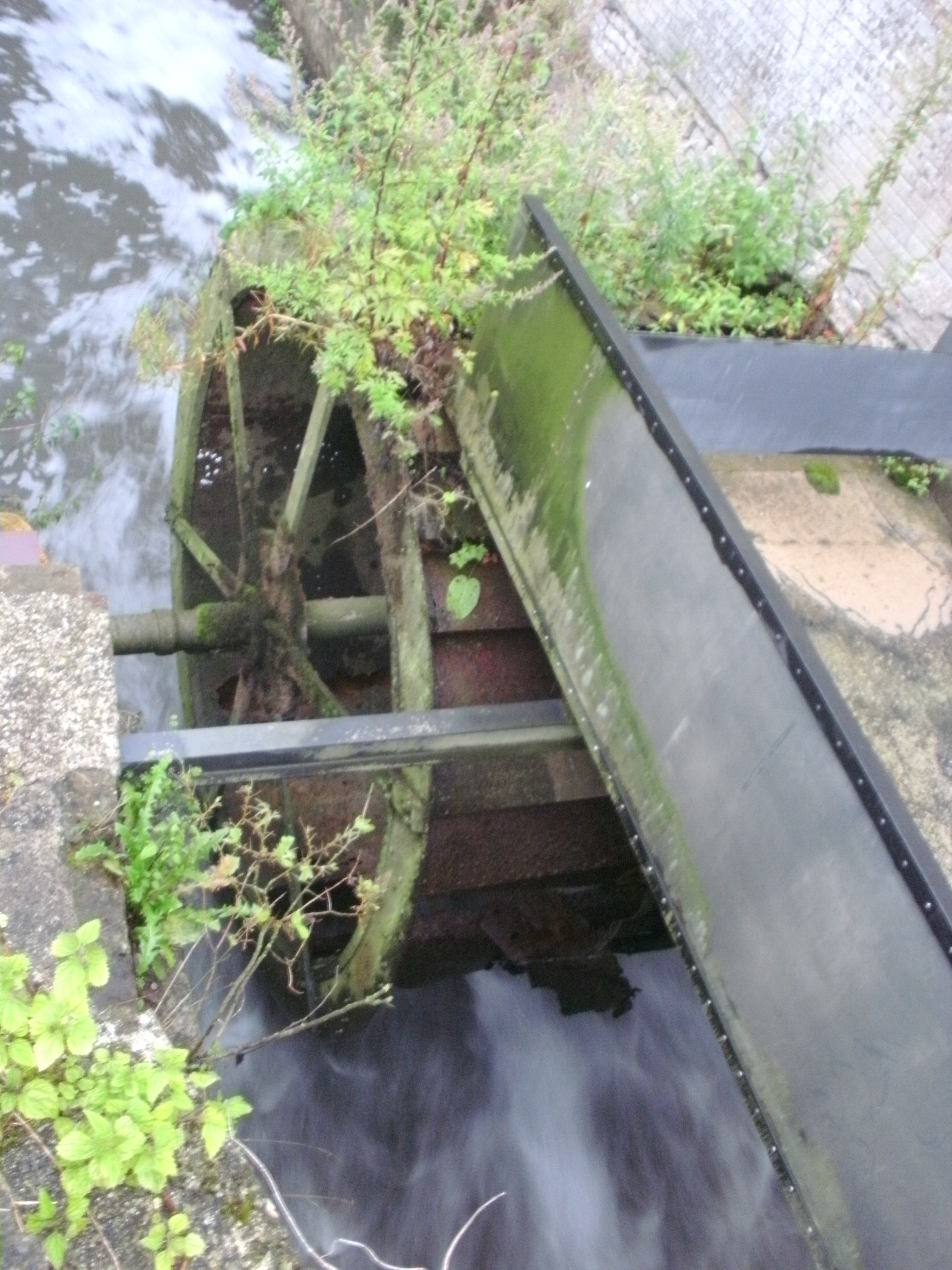
Waterrad

Cottemmolen ·
De Graevesmolen ·
De Watermeulen ·
Egemmolen ·
Engelsmolen ·
Gotegemmolen ·
Kruiskoutermolen ·
Molen te Broeck ·
Molens Van Sande ·
Ratmolen ·
Van Der Biestmolen ·
Zwingelmolen
- Inventaris van het Bouwkundig Erfgoed (Vlaanderen): 8237